# Kleine Ägyptische Weißzahnspitzmaus

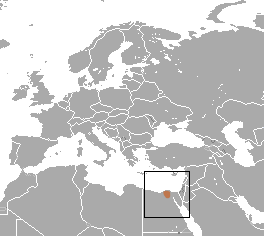
Verbreitungsgebiet der Kleinen Ägyptischen Weißzahnspitzmaus

Die Kleine Ägyptische Weißzahnspitzmaus (Crocidura religiosa) ist ein wenig erforschtes Säugetier in der Gattung der Weißzahnspitzmäuse.

## Entdeckung
Das zur Erstbeschreibung genutzte Exemplar wurde einbalsamiert in der Grabkammer der Königin Mentuhotep, vermutlich in Theben, gefunden. Der genaue Ort ist nicht bekannt, da der Sarg der Königin danach verschollen war. Bis zum Jahr 2017 konnten nur noch drei weitere Exemplare gefunden werden. Da der Holotyp längere Zeit nicht auffindbar war, wurde 1978 eines der später gefundenen Exemplare als Neotyp festgelegt. Eine Untersuchung aus dem Jahr 2017 konnte das erste Exemplar wiederfinden.

## Merkmale
Mit einer Kopf-Rumpf-Länge von 48 bis 62 mm, einer Schwanzlänge von 28 bis 40 mm, mit 8 bis 10 mm langen Hinterfüßen und mit 5 bis 9 mm langen Ohren ist die Art eine sehr kleine Spitzmaus. Gewichtsangaben fehlen. Oberseits kommt graues Fell mit brauner Tönung vor und die Haare der Unterseite sind an der Wurzel grau sowie an den Spitzen weiß, was ein hellgraues Aussehen erzeugt. Kinn und Kehle sind dabei noch etwas heller. Der Schwanz ist deutlich in eine graue Oberseite und eine weißliche Unterseite aufgeteilt. Auf ihm sind einige kurze Bosten verteilt.

## Verbreitung und Lebensweise
Alle bekannten Funde stammen aus dem Nildelta. Die Kleine Ägyptische Weißzahnspitzmaus wurde an feuchten Ackerflächen und am Rande von Siedlungen, gelegentlich dicht neben Kanälen oder Quellen, gefunden. Das Tier versteckt sich unter Steinhaufen, Haufen aus Erdklumpen oder gelagertem Heu sowie Haufen mit Baumwoll- oder Getreidestängeln.
Zur Nahrungswahl und Fortpflanzung gibt es keine Angaben.

## Gefährdung
Vermutlich hat sich der Bau des Assuan-Staudammes negativ auf den Bestand ausgewirkt. Da die Populationsgröße und mögliche neue Bedrohungen nicht bekannt sind, wird die Kleine Ägyptische Weißzahnspitzmaus von der IUCN mit unzureichende Datenlage (data deficient) gelistet.